# Stanisław Łyżwiński

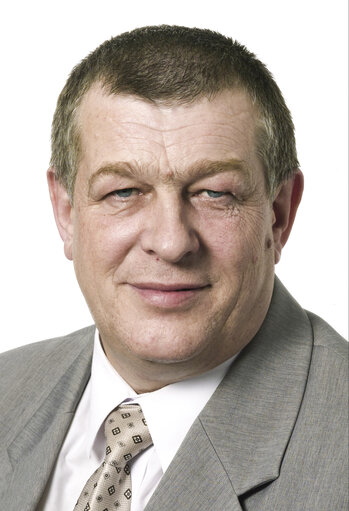
Stanisław Łyżwiński, 2012

Stanisław Józef Łyżwiński (* 6. Mai 1954 in Skaryszew) ist ein polnischer Politiker.
Er ist Mitglied der polnischen Partei Samoobrona Rzeczpospolitej Polskiej und war von 2001 bis 2005 im Sejm. 2004 war er zudem kurzzeitig Mitglied des Europäischen Parlaments.